# Filiași
Filiași est une petite cité à 38 km de Craiova, dans le județ de Dolj en Roumanie. 

## Géographie
Filiaşi est situé en Olténie, région historique du sud-ouest de la Roumanie, au sud des Alpes de Transylvanie, dans une vallée au confluent de la rivière Jiu et du Motru.
C'est un important nœud ferroviaire du sud-ouest de la Roumanie, où se croisent la ligne CFR 900, ligne de chemin de fer reliant Bucarest à Timişoara, et la ligne qui dessert la ville de Simeria en Transylvanie.

## Histoire
Les découvertes archéologiques les plus anciennes de la région remontent à l'âge du bronze. 
Filiaşi est mentionné pour la première fois dans un document en 1573. En raison de son emplacement au confluent de deux rivières, c'est un lieu de commerce et de marché.

## Population et société
Lors du recensement de 2002, la ville comptait 18 802 habitants.

### Enseignement
Filiași a un lycée qui porte le nom de Grupul Școlar Dimitrie Filișanu.

## Personnalités
- Ștefan Nanu, né en 1968, footballeur roumain